# Päivi Alafrantti
Päivi Alafrantti (née le 8 mai 1964 à Tervola) est une athlète finlandaise, spécialiste du lancer du javelot.

## Palmarès

### Championnats d'Europe d'athlétisme
- Championnats d'Europe d'athlétisme 1990 à Split, Yougoslavie
  -  Médaille d'or du lancer du javelot[1]